# ウナイ・ロペス
ウナイ・ロペス・カブレラ（Unai López Cabrera  ,  1995年10月30日 - ）は、スペイン・バスク州ギプスコア県エレンテリア出身のプロサッカー選手。プリメーラ・ディビシオンのラージョ・バジェカーノに所属している。ポジションはMF。

## 来歴
2010年にレアル・ソシエダのカンテラに入団後、翌2011年に同じバスク州のライバルチームにあたるアスレティック・ビルバオのカンテラに移籍。その後、2012-13シーズンに傘下のCDバスコニアでプロデビュー。翌2013-14シーズンはビルバオ・アスレティックに昇格。
2014年7月、当時のトップチームの監督エルネスト・バルベルデに見出だされ、トップチームに昇格。8月27日のUEFAチャンピオンズリーグの予備予選のSSCナポリ戦で、マルケル・スサエタとの交代出場でトップチームデビューを果たし、イバイ・ゴメスのゴールをアシストするなど、鮮烈なデビューを飾った。
2016年7月26日、CDレガネスへのローン移籍が決定。2016-17シーズンは23試合2ゴールを記録し、プリメーラ・ディビシオン残留に貢献。
2017年8月1日、ラージョ・バジェカーノと再びローン移籍で合意。2017-18シーズンは39試合3ゴールを記録し、プリメーラ・ディビシオン復帰に貢献した。
2018-19シーズンから再びトップチームメンバーとなり、2020年3月8日のレアル・バリャドリード戦でアスレティックでの初得点を決めた。
2021年8月31日、ラージョ・バジェカーノに復帰し、3年契約を結んだ。